# Saint-Suliac
Saint-Suliac (bretonisch Sant-Suliav) wird auf eine Klostergründung des walisischen Mönches Tysilio zurückgeführt und ist eine französische Gemeinde im Département Ille-et-Vilaine in der Region Bretagne. Sie hat 977 Einwohner (Stand 1. Januar 2022) und ist als eines der Plus beaux villages de France (Schönste Dörfer Frankreichs) klassifiziert.

## Geografie
Das Dorf liegt etwa zehn Kilometer südlich von Saint-Malo am rechten Ufer der Rance.

## Bevölkerungsentwicklung
| Saint-Suliac: Einwohnerzahlen von 1962 bis 2022 | Saint-Suliac: Einwohnerzahlen von 1962 bis 2022 | Saint-Suliac: Einwohnerzahlen von 1962 bis 2022 | Saint-Suliac: Einwohnerzahlen von 1962 bis 2022 | Saint-Suliac: Einwohnerzahlen von 1962 bis 2022 |
| ----------------------------------------------- | ----------------------------------------------- | ----------------------------------------------- | ----------------------------------------------- | ----------------------------------------------- |
| Jahr                                            |                                                 |                                                 |                                                 | Einwohner                                       |
| 1962                                            | 1962                                            |                                                 | 675                                             | 675                                             |
| 1968                                            | 1968                                            |                                                 | 610                                             | 610                                             |
| 1975                                            | 1975                                            |                                                 | 614                                             | 614                                             |
| 1982                                            | 1982                                            |                                                 | 768                                             | 768                                             |
| 1990                                            | 1990                                            |                                                 | 802                                             | 802                                             |
| 1999                                            | 1999                                            |                                                 | 853                                             | 853                                             |
| 2006                                            | 2006                                            |                                                 | 901                                             | 901                                             |
| 2017                                            | 2017                                            |                                                 | 907                                             | 907                                             |
| 2022                                            | 2022                                            |                                                 | 977                                             | 977                                             |
|                                                 |                                                 |                                                 |                                                 |                                                 |

## Sehenswürdigkeiten
Saint-Suliac verfügt über einen sehenswerten Umfriedeten Pfarrbezirk um die Pfarrkirche Saint-Suliac, die auf die Klostergründung des walisischen Mönches Tysilio im 7. Jahrhundert zurückgehen soll und der dort auch begraben sein soll. Die heutige Bausubstanz stammt aus dem 13. Jahrhundert. Die Kirche und der Menhir Dent de Gargantua (Saint-Suliac) sind beide als Monument historique klassifiziert.
Siehe auch: Liste der Monuments historiques in Saint-Suliac